# 柬埔寨新年
柬埔寨新年是柬埔寨三大節日之一，於每年公曆4月13日至15日舉行，同時為柬埔寨的國定假期。
柬埔寨新年的由來來自一個傳說：傳說梵天和一位年輕人打賭，誰輸了的就要把頭割下，結果梵天輸了，但梵天把頭割下會為世界帶來災難，因此梵天的女兒將梵天的頭放在喜瑪拉雅山山洞內供奉，七個女兒每年輪流將頭帶回仙界，而這一天則就是柬埔寨新年的開始。